# Мухоловка далекосхідна
Мухоло́вка далекосхідна (Muscicapa griseisticta) — вид горобцеподібних птахів родини мухоловкових (Muscicapidae). Мешкає в Азії.

## Опис

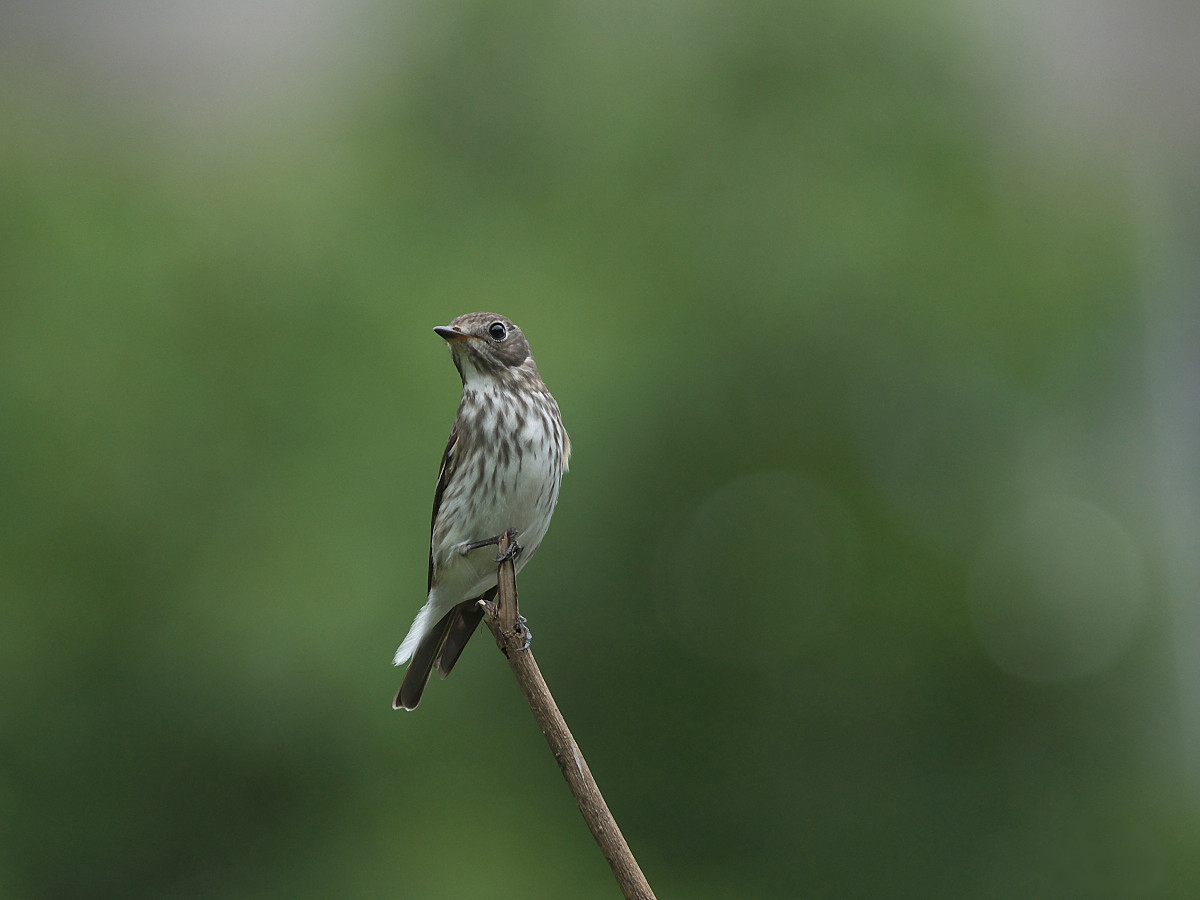
Далекосхідна мухоловка

Довжина птаха становить 12,5-15 см, вага 15-17,5 г. Верхня частина тіла переважно сірувато-коричнева, нижня частина тіла білувата. Груди і боки поцятковані чіткими темними смугами. Нижні покривні пера хвоста білі, на крилах вузькі білі смуги, між дзьобом і очима бліді плями. Дзьоб і лапи чорні. Очі великі, навколо очей білі кільця. Виду не притаманний статевий диморфізм. У молодих птахів спина поцяткована білими і темними лускоподібними плямами.

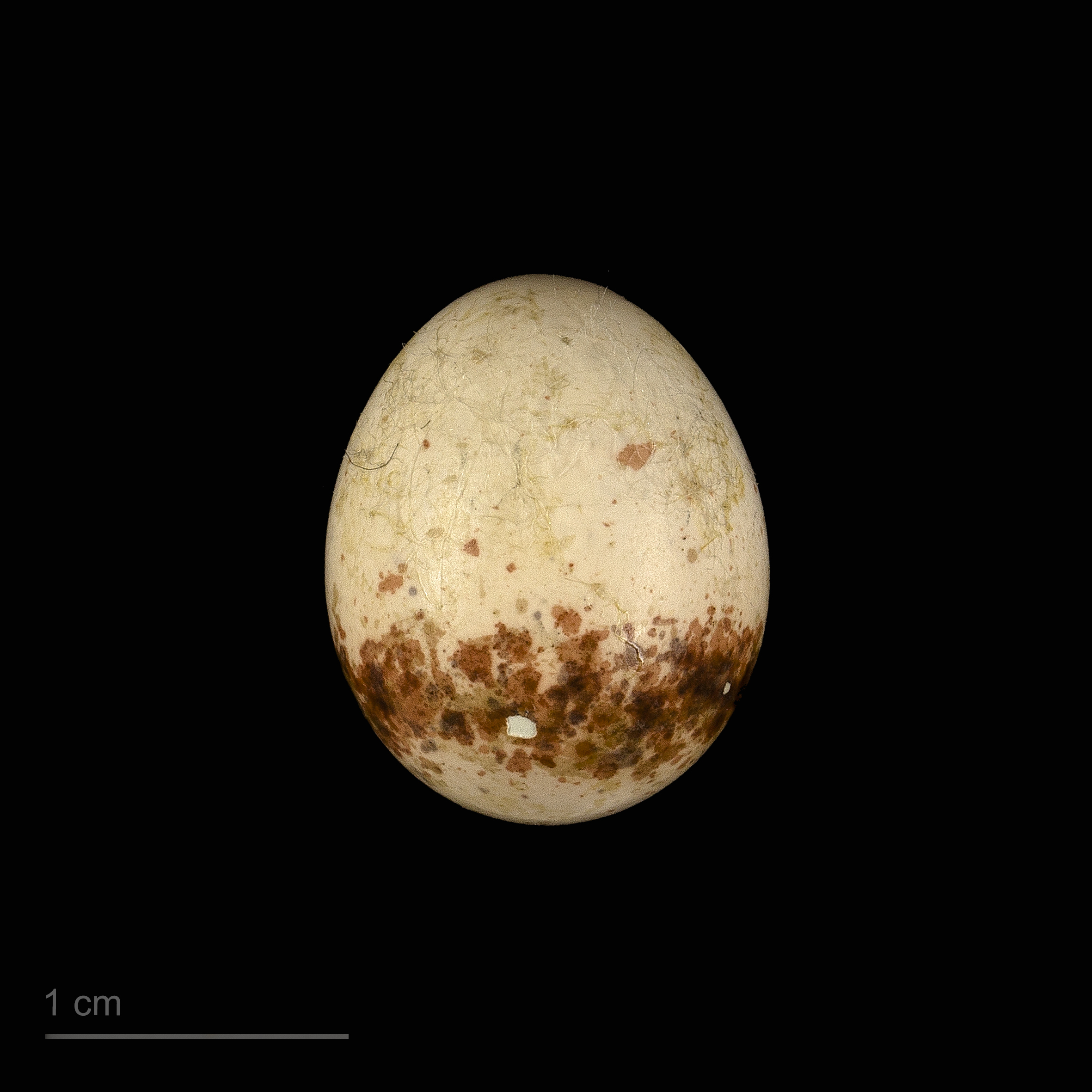
яйце Muscicapa griseisticta - Тулузький музей

## Поширення і екологія
Далекосхідні мухоловки гніздяться на Далекому Сході Росії (Приамур'я, Сахалін, Курильські острови, південна Камчатка), на сході Маньчжурії та в Північній Кореї. Взимку вони мігрують на Тайвань, Філіппіни, північний Калімантан, Сулавесі, Молуккські острови, Палау та на північний захід Нової Гвінеї. Бродячі птахи спостерігалися у В'єтнамі та на Алясці. Далекосхідні мухоловки живуть в хвойних лісах, зокрема в лісах даурської модрини, на узліссях і галявинах, звимують в рідколіссях, на полях і плантаціях. Зустрічаються поодинці або парами, на висоті до 2000 м над рівнем моря. Живляться комахами, іноді дрібними ягодами. В Росії гніздяться з середини травня до кінця липня.